# Sisu KB-46
Der Sisu KB-46 ist ein 1968 hergestellter Gelände-Lkw-Prototyp des finnischen Fahrzeugherstellers Suomen Autoteollisuus Ab (SAT), Karis, Finnland. Die Nutzlast des dreiachsigen Fahrzeugs mit Allradantrieb beträgt drei Tonnen in Gelände. Es wurde nach Vorgaben der finnischen Streitkräfte produziert, um schwere Geschütze zu ziehen.

## Technische Daten
Der KB-46 ist mit einem 13,12 Liter Leyland O.801 V8 Dieselmotor ausgestattet und der Sisu-Motorcode lautet BY. Der Prototyp war der erste Sisu mit diesem Motortyp.
Das Fahrgestell ist als Rohrrahmen aufgebaut. Der Kraftstofftank ist in den Rahmen integriert. Das Fahrzeug ist mit dem hydraulischen Anhängergetriebesystem „Sisu Nemo“ ausgestattet.
Die Reifen sind von der Firma Goodyear und die Achsen sind mit einer Reifendruckregelanlage ausgestattet. Sie verfügen über ein besonders kleines Luftvolumen, im Vergleich zu anderen Reifen in ähnlichen Anwendungen.
Der Prototyp hatte eine rechteckige Fahrerkabine, die in gleicher Form bei der Serienfertigung der Sisu M-Serie Verwendung fand. Eine zusätzliche Kabine war noch zwischen Fahrerkabine und Pritsche angebracht.
Das Leergewicht betrug 8.000 kg und die Nutzlast nur 3.000 kg in Gelände. Das größte Gewicht des normalen Anhängers ist 5.000–7.000 kg und des Anhängers mit angetriebener Achse 7.000–10.000 kg.

## Eigenschaften
Der Prototyp wurde mit einer Tampella 122 K 60 Kanone, ausgestattet mit hydraulischem Getriebe, auf der finnischen Landwirtschaftsmesse auf dem Stand der finnischen Streitkräfte ausgestellt. Weder das Fahrzeug, noch die Kanone gingen in Serienproduktion, da die Zeit für die Entwicklung zu kurz war und zu viele neue technische Einrichtungen aufwies für die keine Vorkenntnisse vorhanden waren. Auch der Motortyp erwies sich als technisch unbrauchbar für den KB-46.
Der KB-46 wurde nie für die finnischen Streitkräfte zugelassen, aber der Prototyp blieb bei den Streitkräften. Das Fahrzeug stand mehrere Jahre reparaturbedürftig im Fahrzeugbetriebshof abgestellt, bis es in den 1970er Jahren repariert und in ein Museum abgegeben wurde.